# Bronte Barratt
Bronte Amelia Arnold Barratt (Brisbane, 8 de fevereiro de 1989) é uma nadadora australiana, campeã olímpica.
Nos Jogos Olímpicos de Pequim 2008 ganhou a medalha de ouro com o revezamento 4x200 metros livre australiano, além de ficar em sétimo lugar nos 400 m livres.
Em 2009, recebeu a medalha da Ordem da Austrália, "pelos serviços prestados ao esporte, como medalhista de ouro de Pequim 2008".